# Armadni general (Poljska)
Armadni general (poljsko Generał armii; kratica gen.armii) je bivši drugi najvišji generalski, ki je hkrati bil najvišji aktivni štirizvezdni čin Poljske kopenske vojske in Poljskega vojnega letalstva. Čin korpusnega generala je nadrejen činu korpusnega generala in podrejen činu maršala Poljske. Enakovreden je bil činu admirala Poljske vojne mornarice.
V skladu s poljsko vojaško tradicijo so poleg čina maršala obstajali le trije generalski čini (brigadni, divizijski in korpusni general). Zaradi neujemanja s čini Varšavskega pakta so tako 19. aprila 1951 uvedli nov čin armadnega generala, ki je bil neposredno povzet po sovjetskemu činu generala armade (rusko Генерал армии). Predsednik Poljske je na predlog obrambnega ministra imenoval pripadnike v čin armadnega generala. Po koncu stalinizma na Poljskem so 9. januarja 1958 ukinili čin armadnega generala. Ponovno je bil ustanovljen 28. septembra 1973, ki pa je bil dokončno ukinjen 9. decembra 1991. 15. avgusta 2002 je bil ustanovljen enakovreden čin generala, pri čemer je zamenjal čin armadnega generala. 
Oznaka čina je bila sestavljena iz t. i. generalske vijuge (poljsko wężyk generalski; [ˈvɛ̃ʐɨk ɡɛnɛˈralskʲi]), nad katero so se nahajale štiri peterokrake zvezde; oznaka čina je ista oznaki čina trenutnega čina generala.
V času obstoja so bili v čin armadnega generala povišani le trije generali:
- Stanisław Popławski: 12. avgust 1955,
- Wojciech Jaruzelski: 29. september 1973 in
- Florian Siwicki: 12. oktober 1984.

## Galerija
- Naprsna oznaka čina armadnega generala
- Wojciech Jaruzelski